# Яковлєв (дослідно-конструкторське бюро)
ВАТ «Дослідно-конструкторське бюро ім. О. С. Яковлєва» — російське підприємство з розробки та виробництва авіаційної техніки. За час свого існування ДКБ ім. О. С. Яковлєва (ДКБ-115) випустило понад 200 типів та модифікацій літальних апаратів, в тому числі більш 100 серійних.

## Історія
Днем народження ОКБ вважається 12 травня 1927 року — день першого польоту АІР-1, розробленого під керівництвом О. С. Яковлєва у відділі легкомоторної авіації ГУАП. 
ДКБ-115 було утворено 1934 року з отриманням колективом під керівництвом А. С. Яковлєва виробничої бази на заводі № 115. 
2004 року ВАТ «ДКБ ім. О. С. Яковлєва» було поглинуто ВАТ «НПК Іркут». Персонал був скорочений в 4,5 раза (з 1400 осіб 2003 року до 311 осіб), ліквідована виробнича база, розпродана нерухомість. Пізніше із залишків ОКБ був сформований інженерний центр ВАТ «НПК Іркут».

## Розробки

### Винищувачі
Літаки Як-1, Як-3, Як-7, Як-9 становили основу винищувальної авіації СРСР в роки Німецько-радянської війни. Вони відрізнялися оптимальним поєднанням швидкості, маневреності та озброєності і, на думку багатьох фахівців[хто?], були в числі найкращих літаків свого класу. 
- Як-1, Як-3, Як-5, Як-7, Як-9, Як-15, Як-17, Як-23, Як-25, Як-27, Як-28П

### Бомбардувальники
- Як-2, Як-4, Як-26, Як-28

### Транспортні літаки
- Як-6, Як-8

### Пасажирські літаки
- Як-40, Як-42, Як-48[8], Як-58

### Тренувальні та спортивні літаки
Легкі навчально-тренувальні та спортивні літаки КБ Яковлєва здобули широку популярність у всьому світі. 
- УТІ-26, Як-7УТІ, Як-11, Як-18, Як-30, Як-52, Як-54, Як-130

### Багатоцільові літаки
- Як-12, Як-112

### Літаки АВАКС
- Як-44

### Літаки вертикального зльоту та посадки

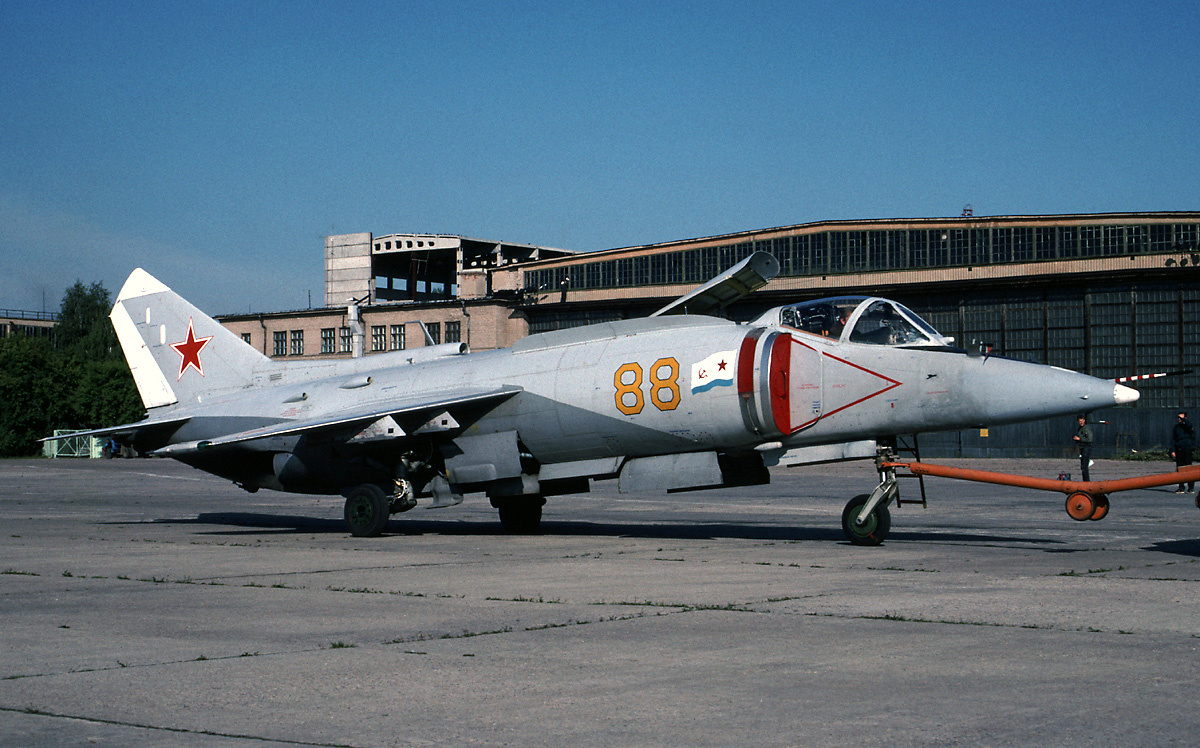
Штурмовик ВВП Як-38М

- Як-36, Як-38, Як-38У, Як-38М, Як-141

### Гелікоптери
- ЕГ
- Як-24

### Перспективні моделі
- МС-21 — ближньо-середньомагістральний пасажирський лайнер.
- БПЛА  Прорив — розвідувальний та ударний БПЛА

## Літаки Яковлєва в мистецтві
- Володимир Висоцький. "Як-винищувач" (пісня).[9]